# Pteraclis aesticola
Pteraclis aesticola är en fiskart som först beskrevs av Jordan och Snyder, 1901.  Pteraclis aesticola ingår i släktet Pteraclis och familjen havsbraxenfiskar. IUCN kategoriserar arten globalt som livskraftig. Inga underarter finns listade i Catalogue of Life.